# 春晚
春晚，即“春节联欢晚会”、“新春文艺晚会”或“春节文艺晚会”，一般通指由中国中央电视台举办的春节联欢晚会（央视春晚、总台春晚），但也可以指：

## 中國大陸晚會

### 大型晚会

#### 中央（国家）主办
- 中央广播电视总台春节联欢晚会：

原称「中国中央电视台春节联欢晚会」，简称「央视春晚」或「总台春晚」，于1983年首次举办。是中央广播电视总台为庆祝农历新年而于每年农历除夕晚间举办的电视综合晚会。
- 中央广播电视总台网络春节联欢晚会：

简称“网络春晚”，于2011年开办。
- 中国中央电视台春节歌舞晚会：

一般于每年农历除夕晚上在中国中央电视台财经频道播出，于2010年停办。
- 中央广播电视总台春节戏曲晚会：

简称“春戏晚”，一般于每年大年初一在中国中央电视台戏曲频道首播，中国中央电视台综艺频道会安排重播。
- 文化部春节电视文艺晚会：

由中华人民共和国文化部举办的春节晚会，1992年首次举办，2014年停办。
- 公安部春节电视文艺晚会：

由中华人民共和国公安部举办的春节晚会，1987年首次举办，2014年停办。
- 军民迎新春文艺晚会：

由全国双拥工作领导小组、中华人民共和国民政部、国家广播电影电视总局、中国人民解放军总政治部联合主办，1990年首次举办，2014年停办。
- 中央军委慰问驻京部队老干部迎新春文艺演出：

由中央军事委员会举办，国家党政军主要领导人出席，2021至2023年期间因疫情停办，2024年恢复举办。
- 百花迎春——中国文学艺术界联合会春节大联欢：

由中国文学艺术界联合会（中国文联）举办，简称“文联春晚”。
- 中国杂技春晚：

又称“杂协春晚”，由中国文学艺术界联合会（中国文联）、中国杂技家协会（中国杂协）主办，地方人民政府及杂技家协会承办，于2019年首次举办，由河北广电网络杂技频道录制。

#### 地方主办
下方仅列举了部分春节联欢晚会的名称，实际上中国大陆的大多数省市都会举办春节联欢晚会。
- 吉林卫视春节联欢晚会：

简称“吉林春晚”，由吉林广播电视台主办，於农历腊月二十三（北方小年）播出。
- 湖南卫视春节联欢晚会：

由湖南广播电视台主办，於农历腊月二十四（南方小年）播出，1997年开始举办，因固定在小年夜直播，被称为“湖南春晚”、“小年夜春晚”。
- 辽宁卫视春节联欢晚会：

由辽宁广播电视台于1985年开始举办，简称“辽宁春晚”，以语言类节目为主要特色，每年於农历腊月二十九（除夕前一天）播出。
- 河南省春节晚会：

原名“河南卫视春节联欢晚会”，简称“河南春晚”，由河南广播电视台主办，於农历腊月二十九（除夕前一天）播出。
- 北京电视台春节联欢晚会：

简称“北京春晚”，由北京广播电视台主办，每年於农历大年初一晚在北京卫视播出。
- 广东卫视春节联欢晚会：

简称“广东春晚”，由广东广播电视台主办，普通话制播，於农历大年初一晚播出。
- 珠江频道除夕晚会：

以粤语录制，除夕当晚在广东广播电视台珠江频道播出。
- 福建春节联欢晚会：

简称“福建春晚”，由东南电视台主办，普通话制播，於农历大年三十晚播出。
- 世界福州十邑春晚：

简称“十邑春晚”，以闽语福州话录制，由福州广播电视台主办，於农历大年三十晚播出。
- 安徽卫视春节联欢晚会：

简称“安徽春晚”，由安徽广播电视台主办，每年於农历腊月二十八播出。
- 内蒙古卫视春节联欢晚会：

简称“内蒙古春晚”，由内蒙古广播电视台主办，於农历腊月二十九（除夕前一天）播出。
- 东方卫视春晚：

又称“春满东方”，由上海广播电视台（SMG）主办，每年於农历大年初一晚在东方卫视播出。
- 百城春晚：

由北京光线传媒与新浪娱乐、PPTV，以及全国两百家电视台联合打造，在全国两百家城市电视台及网络播出。
- 百姓春晚：

由辽宁广播电视台都市频道最早于2011年发起，由辽宁、吉林、黑龙江、陕西、河北、河南、江苏、山东、湖南等省份广播电视台联合打造的春节晚会，旨在为老百姓提供一个展示自我的舞台，呈现原汁原味的具备浓郁生活气息的草根表演。该晚会在相应省份的地面频道播出。

#### 官方機構主辦
- 全球中国留学生网络春晚：

由中国（教育部）留学服务中心主辦，全球留學生協辦

#### 网络媒体
- 哔哩哔哩拜年纪：

哔哩哔哩与各UP主合作举办的网络综艺节目，有“B站春晚”之称。
- AcFun春晚：

AcFun与各UP主合作举办的网络综艺节目，简称“A站春晚”。

### 民眾自辦文艺活动
- 山寨春晚：

亦稱民間春晚，中國草根網民自行舉辦。
- 汉服春晚：

由汉服倡导者在网络上举办的春节联欢晚会，模仿中国中央电视台春节联欢晚会。由在欧洲和北美的华人留学生们策划发起，以网络和网下征集节目，并加以后期制作而成。
- 訪民春晚：

中國上訪民众自發組織的文藝活動。

## 香港晚會
- 人气春晚：

香港亚洲电视制作的贺年节目，于2011年至2015年除夕夜在本港台及亚洲台（2011年除外）播出。
- TVB新春黃金慶典:

香港TVB制作的贺年节目

## 臺灣晚會
- 超级巨星红白艺能大赏：

臺灣電視公司於2010年起製播的除夕特別節目，台视官方曾以“台湾唯一春晚”称呼该节目。
- 眼球中央电视台春节联欢晚会：

眼球中央電視台，由台湾「廠廠創意股份有限公司」舉辦，每年农历除夕晚上在YouTube网络自媒体帐号播出。（已結束）
- WE ARE 我們的除夕夜：

中華文化總會於2023年起举办的除夕夜晚会，台湾多间电视台联合播出。

## 南韓晚會
KBS、MBC等各大電視媒體自行舉辦、錄播屬於本台的春节大企划如偶像明星運動會等特別企劃節目，各台特別企劃的綜藝性質不會一致。

## 北韓晚會
- 朝鮮新年慶祝公演（설명절 경축공연）：

由朝鮮勞動黨政府文化省和朝鮮人民軍總政治局聯袂於朝鮮新年在萬壽臺藝術劇院舉辦的大型文藝演出，朝鮮最高領導人會親臨現場觀看。

## 越南晚會
- 歲末相逢-灶君：

自2003年起由越南中央電視台於每年農曆除夕播出的喜劇節目，被譽為「越南的春晚」。

## 馬來西亞晚會
- 紅包大會串（馬來語：Pesta Ang Pow）：

是一個已停播的馬來西亞春晚，自1985年起由馬來西亞廣播電視台TV2於每年農曆臘月三十晚上举办的春节联欢晚會。而在1999年易名为新春年华（马来语：Fiesta Angpow）。於2000年初曾用名青春新年。

## 相關影视作品
- 春晚 (纪录片)：

中国中央电视台纪录频道制作的纪录片，纪录央视春晚的拍摄过程。
- 春节大联欢：

由中华人民共和国文化部主办、中央新闻纪录电影制片厂1956年拍摄出品的电影。